# Gemalto
Gemalto is een bedrijf dat chipkaarten produceert. Gemalto ontstond in 2006 door een samenvoeging van Gemplus (Luxemburg) en Axalto (Nederland, dat in 2004 van Schlumberger was afgesplitst). De omzet in 2016 was 3,1 miljard euro en het bedrijf heeft een marktaandeel van 50% wereldwijd en 30% in Europa. Het bedrijf is anno 2018 ’s werelds grootste digitale beveiliger en is actief in 180 landen. Begin april 2019 werd het bedrijf overgenomen door het Franse Thales, een fabrikant van defensie-elektronica.

## Activiteiten
Gemalto heeft drie divisies: Telecommunications, Secure Transactions en Security. De organisatie bestaat uit afdelingen voor marketing, operations, finance, human resources en legal. Gemalto maakt vooral chips en software voor beveiliging, die worden toegepast in paspoorten en auto's. Het is ook een belangrijke producent van simkaarten voor mobiele telefoons, een markt die erg onder druk staat.

### Overnameperikelen
In december 2017 bracht branchegenoot Atos een bod uit van 4,3 miljard euro op Gemalto. De CEO van Atos noemde het een vriendschappelijk overnamevoorstel, maar Gemalto wees het bod af. 
Direct na het afwijzen van het bod van Atos bood het Franse technologiebedrijf Thales 51 euro per aandeel, of 4,75 miljard euro in totaal, op Gemalto. Thales is vooral geïnteresseerd in de beveiligingssystemen en -software. Het bestuur van Gemalto heeft al ingestemd met het Thales bod. Thales zal het bod effectueren als meer dan 67% van de aandelen Gemalto zijn aangemeld.
Eind maart 2019 liet Thales weten bijna 86% van de aandelen van Gemalto te hebben verworven en begin april werd de overname afgerond. Gemalto blijft onder zijn eigen naam zaken doen. Toestemming van toezichthouders in diverse landen was vereist, Thales kreeg deze maar moet de afdeling die de beveiligingsmodules nShield produceert verkopen. nShield-technologie genereert keys en versleutelt gegevens. Gemalto is nog beursgenoteerd, maar Thales wil deze zo snel als mogelijk beëindigen.

### Corruptie
In februari 2023 was Gemalto het onderwerp van een gerechtelijk onderzoek wegens "corruptie" en "criminele associatie" met betrekking tot een tiental overheidscontracten in zes landen op het Afrikaanse continent.

## Diefstal van data
Door geheime data van het bedrijf te stelen door middel van hacken, konden NSA en GCHQ, geheime diensten uit de Verenigde Staten en het Verenigd Koninkrijk, de mobiele communicatie in de gaten houden zonder dat daarvoor toestemming moet worden gezocht bij telecomproviders en buitenlandse overheden. Dit gebeurde al vanaf 2010, zoals blijkt uit de documenten van klokkenluider Edward Snowden. Op 25 februari 2015 bevestigde de firma de hack. Tegen het advies van leverancier Vodafone, werd Kamerleden geadviseerd hun Gemalto-simkaart om te ruilen.